# Марреро Лопес, Яниет
Яниет Марреро Лопес (исп. Yaniet Marrero López; род. 4 апреля 1983, Лас-Тунас) — кубинская/американская шахматистка, гроссмейстер среди женщин (2008).

## Биография
В 2001 году победила на юниорском чемпионате Кубы по шахматам среди девушек, а в 2002 году в этом турнире заняла второе место. Многократная участница чемпионатов Кубы по шахматам среди женщин, в которых завоевала золотую (2011) и серебряную (2007) медали. В 2001 году поделила третье место на турнире «Mix» Мемориала Капабланки. В 2010 году победила на международном шахматном мемориале Марии Тересы Мор в Гаване.
Участвовала в женских чемпионатах мира по шахматам:
- В 2015 году в Сочи в первом туре победила Элину Даниелян, а во втором туре проиграла Мери Арабидзе[1];
- В 2017 году в Тегеране в первом туре проиграла Антоанете Стефановой[2].

Представляла Кубу на шести шахматных олимпиадах (2004—2010, 2014—2016). В индивидуальном зачете завоевала золотую медаль (2010).
С 2023 года представляет США.